# Сиера Виста
Сиера Виста (на английски: Sierra Vista) е град в окръг Коучис, щата Аризона, САЩ. Сиера Виста е с население от 43 044 жители (2007) и обща площ от 397,5 km². Намира се на 1412 m надморска височина. ЗИП кодът му е 85600-85699, а телефонният му код е 520.